# Арковна
Арковна (болг. Арковна) — село в Болгарии. Находится в Варненской области, входит в общину Дылгопол. Население составляет 79 человек.

## Политическая ситуация
Арковна подчиняется непосредственно общине и не имеет своего кмета.
Кмет (мэр) общины Дылгопол — Светлё Христов Якимов (Движение за права и свободы(ДПС)) по результатам выборов.